# 大野站 (韩国)
大野站（：／ Daeya yeok */?）是長項線沿線的一座鐵路車站，位于韓國全羅北道群山市大野面地境里，有無窮花號列車停靠。群山港线由此站岔出。

## 历史
- 1912年3月12日 - 落成使用，当时的车站名称是地境站。
- 1953年6月1日 - 改为现在名称。
- 1991年1月30日 - 新站舍建成。

## 相鄰車站
韓國鐵道公社
長項線
群山－大野－木川信號場
群山港線
大野－群山玉山